# Juridicum (Halle)
Im Juridicum ist die Bibliothek und der Seminarbereich des Juristischen Bereichs der Juristischen und Wirtschaftswissenschaftlichen Fakultät der Martin-Luther-Universität Halle-Wittenberg (MLU) angesiedelt. Das Gebäude wurde von den Architekten Thomas van den Valentyn und Gernot Schulz geplant und befindet sich am Universitätsplatz 5, 06108 Halle (Saale) in unmittelbarer Nähe zum im Jahr 1832 errichteten Löwengebäude, zum Robertinum, Thomasianum, Melanchthonianum und zur Burse zur Tulpe und ist somit direkt am Hauptcampus der Universität gelegen.
Die im Juridicum befindliche Zweigbibliothek Rechtswissenschaft gehört der Universitäts- und Landesbibliothek Sachsen-Anhalt (ULB) an.

## Geschichte
Der Baustart des Juridicums begann am 11. November 1996 und wurde am 19. Oktober 1998 zum Wintersemester 1998/1999 an die Martin-Luther-Universität Halle-Wittenberg übergeben. An der feierlichen Einweihungsfeier nahmen der damalige Ministerpräsident des Landes Sachsen-Anhalt Reinhard Höppner, die damalige Justizministerin Karin Schubert und der damalige Präsident des Gerichtshofs der Europäischen Gemeinschaft Gil Carlos Rodríguez Iglesias teil.
Für den Bau des Gebäudes wurden 34,87 Millionen Mark veranschlagt, die deutlich unterschritten wurden.

## Architektur
Der Bauherr des Juridicums war das Kultusministerium des Landes Sachsen-Anhalt und die Leitung des Projekts übernahm die Ingenieurgesellschaft für Projektmanagement MBH (IPM). Für die Vergabe der Architekturplanung des Gebäudes ging ein Wettbewerb voraus, den das Finanzministerium des Landes Sachsen-Anhalt zusammen mit der Stadt Halle (Saale) initiiert hat. Der erste Preis wurde dem Kölner Architektenbüro von Thomas van den Valentyn und Gernot Schulz zugesprochen.
Die beiden Architekten haben eine Verbindung von Altem und Modernen vorgesehen, die sich in der spät- und neoklassizistischen Architektur widerspiegelt.
Die Bibliothek mit großem Lesesaal als „Glaswürfel“ hebt sich von dem treppenförmigen Gebäudeteil ab, in dem sich ein Seminar- und Bürotrakt befindet. In diesem Trakt sind zwei Seminarräume, Büroräume, Arbeitszimmer für elf Professorinnen und Professoren sowie ein halbrundes Prüfungszimmer errichtet.
Im großen und übersichtlichen Lesesaal wird durch die an dem Gebäude angebrachten Holzlamellen das Tageslicht gefiltert und so eine funktionsgerechte Atmosphäre geschaffen. Im Lesesaal selbst wurde rotbraunes Kirschbaumholz an den Wänden und Regalen verbaut und dunkelblauer Teppich verlegt. Die hellen Sichtbetondecken sowie Metallteile der Fassade, des Geländers und der Regale ergänzen den Materialkanon der Bibliothek.
In der unteren Etage befindet sich eine große Eingangshalle mit Schließfächern sowie eine Cafeteria.
Für den Bau erhielt das Juridicum unter anderem den Architekturpreis des Landes Sachsen-Anhalt (2001) sowie den Deutschen Architekturpreis (2003) und den Deutschen Städtebaupreis (2003).